# Odice
Odice là một chi bướm đêm thuộc họ Erebidae.

## Hình ảnh

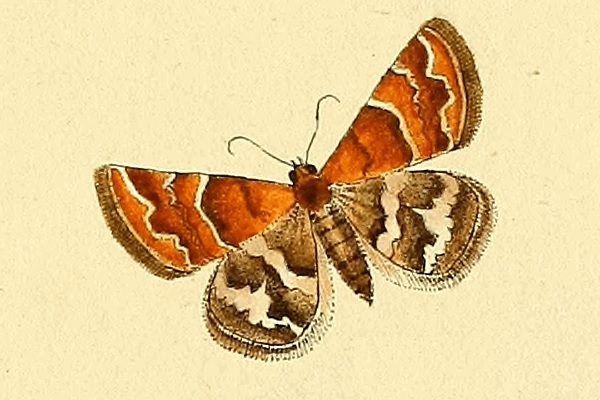

## Loài
- Odice arcuinna Hübner, 1790
- Odice blandula Rambur, 1858
- Odice jucunda – Delightful Marbled Hübner, [1813]
- Odice pergrata Rambur, 1858
- Odice suava Hübner, [1813]